# Long Range Mountains
Circonscription électorale fédérale du Canada
Long Range Mountains est une circonscription électorale fédérale canadienne dans la province de Terre-Neuve-et-Labrador. Elle comprend la partie plus occidentale de l'île de Terre-Neuve.
Les circonscriptions limitrophes sont Labrador et Coast of Bays—Central—Notre Dame.

## Historique
La circonscription d'Avalon a été créée en 2012 avec des parties de Humber—St. Barbe—Baie Verte et Random—Burin—St. George's.

## Députés
| Législature                                                                            | Années       | Député | Député          | Parti        |
| -------------------------------------------------------------------------------------- | ------------ | ------ | --------------- | ------------ |
| Long Range Mountains issue de Humber—St. Barbe—Baie Verte et Random—Burin—St. George's |              |        |                 |              |
| 42e                                                                                    | 2015–2019    |        | Gudie Hutchings | Libéral      |
| 43e                                                                                    | 2019–2021    |        | Gudie Hutchings | Libéral      |
| 44e                                                                                    | 2021–2025    |        | Gudie Hutchings | Libéral      |
| 45e                                                                                    | 2025–Présent |        | Carol Anstey    | Conservateur |

## Résultats électoraux
Modèle:Élection générale canadienne de 2025 — Long Range Mountains
|       | Candidat        | Parti        | # de voix | % des voix |
|       | Wayne Ruth      | Conservateur | +05 085,  | 12,16 %    |
|       | Gudie Hutchings | Libéral      | +30 889,  | 73,85 %    |
|       | Devon Babstock  | NPD          | +04 739,  | 11,33 %    |
|       | Terry Cormier   | Vert         | +01 111,  | 2,66 %     |
| Total | Total           | Total        | 41 824    | 100 %      |